# Paul Kibikai
Paul Kibikai (* 4. dubna 1991) je gabonský zápasník – judista a olympionik.

## Sportovní kariéra
S judem se seznámil v 11 letech v Libreville. Od roku 2014 obdržel podpůrný grant od Mezinárodního olympijského výboru, díky němuž se může věnovat judu na špičkové úrovni ve Francii v Rouen. V roce 2016 dosáhl na africkou kontinentální kvótu pro účast na olympijských hrách v Riu, kde v úvodním kole zaznamenal dílčí úspěch vítězstvím nad judistou z Iráku na šido. V dalším kole vypadl s japonským favoritem Takanori Nagasem.

### Vítězství
- 2013 - 1x světový pohár (Port Louis)

## Výsledky
| Turnaj             | 2012             | 2013             | 2014             | 2015             | 2016             |
| Turnaj             | 21               | 22               | 23               | 24               | 25               |
| Turnaj             | polostřední váha | polostřední váha | polostřední váha | polostřední váha | polostřední váha |
| ------------------ | ---------------- | ---------------- | ---------------- | ---------------- | ---------------- |
| Olympijské hry     | —                |                  |                  |                  | úč.              |
| Mistrovství světa  |                  | —                | úč.              | úč.              |                  |
| Africké hry        |                  |                  |                  | 2.               |                  |
| Mistrovství Afriky | úč.              | 7.               | 7.               | 5.               | —                |